# Madeleine-Angélique de Gomez
Madeleine-Angélique de Gomez (* 22. November 1684 in Paris; † 28. Dezember 1770 in Saint-Germain-en-Laye) war eine französische Schriftstellerin.

## Leben und Werk
Madeleine-Angélique Poisson war die Enkelin des Schauspielers Raymond Poisson und die Schwester der Schauspieler Philippe Poisson und Poisson De Roinville. Sie heiratete einen spanischen Adeligen und veröffentlichte als Madeleine-Angélique de Gomez von 1707 bis 1737 zahlreiche Theaterstücke und Erzählungen. Dann publizierte sie nicht mehr, viele Neuauflagen und Übersetzungen zeugen jedoch im gesamten 18. Jahrhundert von ihrer Popularität. Zwei von ihren Theaterstücken wurden 2022 neu herausgegeben. Ihre Erzählungen wurden sofort ins Deutsche übersetzt, wie auch ihr poetologischer Beitrag von 1730 (durch Luise Gottsched).

## Werke (Auswahl)
- Sémiramis. 1707[2]. (zahlreiche Auflagen)
- Les journées amusantes. Dédiées Au Roi. 8 Bde. La Compagnie, Amsterdam 1766.
  - (deutsch) Frau von Gometz angenehme und lehrreiche Erzählungen in vergnügten Tagen. 2. Auflage. 2 Bde. Rüdiger, Leipzig 1767.
- Le triomphe de l’éloquence, dédié à Messieurs de l’Academie françoise, par Madame de Gomez. Le Clerc, Paris 1730.
  - (deutsch) Der Sieg der Beredsamkeit. Breitkopf, Leipzig 1735, 1739. (übersetzt von Luise Adelgunde Victorie Gottsched)
- Les cent nouvelles nouvelles de Mme de Gomez. 19 Bde. Vve Guillaume, Paris 1732–1739. (I. Le voleur amoureux. L’Amour plus fort que la nature. La Fausse prude. II. L’Heureux échange. Le Triomphe de la vertu. Le Généreux corsaire. III. Le Coup imprévu. La Mort vaincue par l’amour. Le Qui-proquo. IV. Le Gentilhomme picard. L’Heureuse réconciliation. L’Amour héroïque. V. Le Prince tartare. Les Frères jumeaux. VI. L’Innocente infidélité. L’Heureuse témérité. La Noce interrompue. VII. L’Amant garde-malade. L’Enfant trouvé. Les Amants cloîtrés. VIII. Tamayo. Le Génie. IX. Le Calabrois. Histoire de Charles Brachy. X. Des Effets de l’amitié. Le Bonheur imprévu. XI. Le Magnanime Indien. Histoire du prince de Tunquin. La Vente indiscrète. XII. Fidery, empereur du Japon. Les Étrennes. XIII. Numerane. Histoire d’Éric de Montauban. XIV. On n’est point prophète en son pays. Le Généreux compère. XV. La Fidélité conjugale. Fimala Derma. XVI. La Trahison retourne à son maître. Les Portraits. XVII. L’Heureux esclave. Les Désordres de la haine. XVIII. Il ne faut pas juger sur les apparences. Le Malheur de l’un fait quelquefois le bonheur de l’autre. Les Pèlerins. XIX. Les Revers de fortune. La Belle Hollandaise. La Princesse de Java. XX. Zoraïde. Les Événemens heureux et tragiques. L’Amante homicide. XXI. Le Scélérat trompé. La Constance couronnée. XXII. L’Illustre voyageur. Suite de l’histoire de Sydamek et de Fulnie. XXIII. Les Illustres ennemis. Histoire de don Alvare de Pardo. XXIV. L’Innocence reconnue. Histoire de Gonçalo Gustos, comte de Lara. XXV. La Fausse belle-mère. Bon sang ne peut mentir. XXVI. A quelque chose le malheur est bon. Histoire de Dona Marcia. XXVII. Les Deux cousines. Histoire de la Cesse de Mirelle. XXVIII. Le Jugement équitable. La Belle jardinière. XXIX. L’Amant malheureux. La Sage précaution. Bonne renommée vaut mieux que ceinture dorée ; XXX. L’Hermite. Histoire de Cloalde et de Calliste. XXXI. La Vestale. Histoire de Clodomark. XXXII. Uldaric, prince de Bohême. XXXIII. Les Effets de la simpathie. XXXIV. Adélaïde, reine de Lombardie. XXXV. L’Amant rival et confident de lui-même. Les Révolutions toscanes. XXXVI. Les Événemens imprévus)
  - (deutsch) Ein Hundert Neue Neuigkeiten, oder Auserlesene Historien. 3. Auflage. 10 Bde. Johann Paul Krauß, Leipzig 1759. (übersetzt von P. G. von K.)
- Habis und Marsidie, reine des cimbres. In: Théâtre de femmes de l’Ancien Régime 3. Classiques Garnier, Paris 2022, S. 469–588.